# Górzno (Leszno)
Pour les articles homonymes, voir Górzno (homonymie).
Górzno (prononciation : [ˈɡuʐnɔ]) est un village polonais de la gmina de Krzemieniewo dans le powiat de Leszno de la voïvodie de Grande-Pologne dans le centre-ouest de la Pologne.
Il se situe à environ 5 kilomètres au nord-ouest de Krzemieniewo (siège de la gmina), à 16 kilomètres à l'est de Leszno (siège du powiat) et à 59 kilomètres au sud de Poznań (capitale régionale).

## Histoire
De 1975 à 1998, le village faisait partie du territoire de la voïvodie de Leszno.
Depuis 1999, Górzno est situé dans la voïvodie de Grande-Pologne.